# Linea 8 (metropolitana di Barcellona)
La linea 8 della metropolitana di Barcellona è un servizio di trasporto pubblico gestito da FGC e che serve la città di Barcellona, in Spagna. Copre la tratta tra le stazioni di Espanya e Molí Nou-Ciutat Cooperativa. Il servizio opera sulla stessa tratta della linea Llobregat-Anoia e fa parte della rete del Metro de Baix Llobregat. L'infrastruttura è condivisa con altri cinque servizi ferroviari.
Come per le altre linee gestite da FGC (le linee L6 e L7), non è stata considerata parte della rete della metropolitana fino alla realizzazione dell'integrazione tariffaria della rete di trasporto nella prima cerchia dell'area metropolitana di Barcellona (avvenuta nel 2001),
al cambio di denominazione da "S8" a "L8", avvenuto nel 2003, e all'aumento della frequenza delle corse.

## Caratteristiche generali

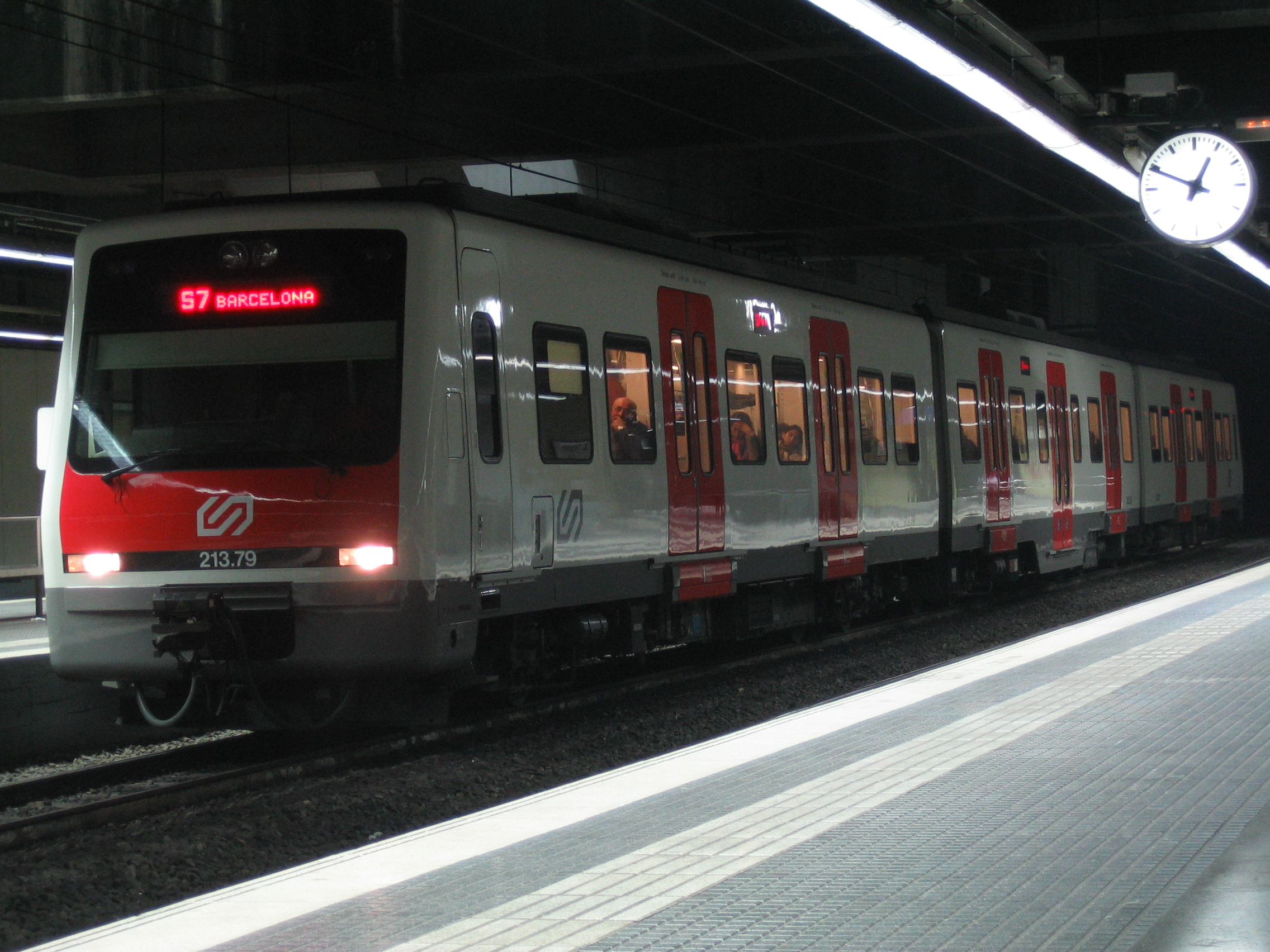
Treno della serie 213

La linea 8 è lunga 11,8 km, con binari a scartamento metrico e comprende nove stazioni. In base ai dati dell'Autoritat del Transport Metropolità (ATM), il volume di passeggeri trasportati complessivamente nel 2010 sulla lina Llobregat-Anoia nell'ambito della prima cerchia ammonta a 14,2 milioni.
La frequenza delle corse della linea 8 varia tra i 5 minuti e mezzo e i 7 minuti e mezzo a seconda degli orari e della tratta Dal 14 aprile 2007 fino al 7 gennaio 2012 è stato attivo anche un servizio notturno al sabato e alle vigilie dei giorni festivi, poi soppresso per motivi di razionalizzazione dei costi.
La centrale di controllo, le officine e il deposito dei treni fanno capo al centro operativo di Rubí, lo stesso usato anche per la linea Barcelona-Vallès. Fino al 2004, parte delle officine e del deposito erano localizzate anche a Sarrià, centro ausiliario poi smantellato in seguito all'accorpamento con il centro operativo di Rubì.
La linea serve i comuni di Barcellona (distretto di Sants-Montjuïc), Cornellà de Llobregat, l'Hospitalet de Llobregat e Sant Boi de Llobregat.

## Materiale rotabile
Per la linea vengono usati treni delle serie 211 e 213 che presentano una capacità di trasporto compresa tra 354 e 450 passeggeri e una velocità massima di 90 km/h.

## Percorso
| Continuation backward |

| Straight track + Urban head station |

| Unknown route-map component "uKDSTaq" | Unknown route-map component "uABZg+r" |  |

| Urban stop on track |

| Unknown route-map component "CONTgq" | One way rightward + Urban straight track |  |

| Unknown route-map component "utSTRa" |

| Urban tunnel unused stop on in-use track |

| Urban tunnel stop on track |

| Urban tunnel stop on track |

| Unknown route-map component "utINT" |

| Urban tunnel stop on track |

| Unknown route-map component "STR+l" | Unknown route-map component "umtKRZ" | Unknown route-map component "CONTfq" |

| Stop on track + Unknown route-map component "HUBaq" | Urban tunnel stop on track + Unknown route-map component "HUBeq" |  |

| Unknown route-map component "CONTr+g" | Urban tunnel straight track |  |

| Unknown route-map component "utINT" |

| Unknown route-map component "utINT" |

|  | Urban tunnel stop on track |

| Urban tunnel end station, unused through track |

| Unknown route-map component "uextINT" |

| Unknown route-map component "uextINT" |

| Unknown route-map component "uextINT" |

| Unknown route-map component "uextINT" |

| Unknown route-map component "uextINT" |

| Unknown route-map component "uextINT" |

| Unknown route-map component "uextINT" |

| Unused urban tunnel stop on track |

|  | Unused urban tunnel straight track + Unknown route-map component "extKRWl" | Unknown route-map component "extCONTfq" |

| Unknown route-map component "uextINT" |

| Unused urban end station |

|  |

|  |

|  |

|  |

|  |

## Evoluzioni future
Nel 1997, con la costituzione dell'Autoritat del Transport Metropolità (ATM) che ha conglobato le diverse amministrazioni responsabili, inizia la pianificazione integrata delle linee facenti capo a Renfe, FGC e TMB (metropolitana e autobus). Nel 2002 la Generalitat de Catalunya approva il Pla Director d'Infraestructures 2001-2010 (Piano Direttivo per le Infrastrutture) elaborato da ATM, che prevedeva il prolungamento della linea Llobregat-Anoia tra la stazione di Plaça d'Espanya e Plaça Gal·la Placídia, dove sarebbe stata realizzata la corrispondenza con la stazione di Gràcia, con tre nuove stazioni per un totale di 3,8 km e ulteriori corrispondenze con la linea 5 (Entença) e con il Trambaix (Francesc Macià). L'obiettivo era "facilitare agli utenti l'accesso alla linea Llobregat-Anoia e al centro cittadino, incrementare la copertura dell'Esquerra de l'Eixample" e "realizzare l'interconnessione con le linee di Balmes e del Vallès".
In seguito alla firma del "Patto nazionale per le infrastrutture" l'ATM ha modificato il progetto originario nel Pla Director d'Infraestructures 2009-2018, mantenendo lo stesso percorso fino a Gràcia e prolungandolo ulteriormente fino a Parc del Besòs, per una lunghezza complessiva di 10,9 km, aggiungendo alle corrispondenze già previste di Entença (L5), Francesc Macià (Trambaix) e Gràcia (L6 e L7) anche quelle con le fermate di Joanic (L4), Sagrada Família, (L2 e L5), Glòries (L1 e Trambesòs), Pere IV (Trambesòs), Besòs Mar (L4) e Parc del Besòs (Trambesòs).
Nel 2014 la Generalitat ha pubblicato un nuovo studio informativo relativo al prolungamento della linea Llobregat-Anoia nella tratta Plaça Espanya-Gràcia, per una lunghezza di 4,1 km, con la realizzazione di due tunnel indipendenti del diametro di 6,7 metri tramite tunnellatrice. L'ampliamento, confermato nel 2021 e il cui completamento era inizialmente previsto per il 2028, prevede tre stazioni:
- Hospital Clínic al posto della stazione di Entença prevista nel piano precedente (PDI 2001-2010), interscambio con la L5.
- Francesc Macià, interscambio con il Trambesòs
- Gràcia, interscambio con le linee L6 e L7.

I lavori sono iniziati a gennaio 2024 e l'entrata in servizio è prevista tra il 2029 e il 2030.